# La mujer desnuda (libro)
La mujer desnuda (The Naked Woman, título original en inglés) es un libro de divulgación científica publicado en 2004 por el zoólogo y etólogo británico Desmond Morris que estudia detalladamente la fisonomía y anatomía del cuerpo femenino y que lo hacen peculiar respecto de otras especies. Este libro es una de las últimas publicaciones del autor.

## Temática
La mujer desnuda de Desmond Morris es el resultado de un acabado estudio del cuerpo femenino, analizando los años de evolución humana, así como visto desde algunas culturas.
El libro está dividido en capítulos que hablan sobre cada parte del cuerpo femenino (desde el cabello hasta los pies), y cómo se ha ido adornando o cómo se han establecido los cánones de belleza a través de un recorrido histórico en el mundo.

Para cada uno, Morris explica la estructura y función de la parte del cuerpo en cuestión, analiza su evolución, la importancia social en toda la historia humana, y las modificaciones artificiales y decoraciones empleadas por diferentes culturas hasta nuestros días.
Después del capítulo inicial sobre la Evolución, los siguientes 22 capítulos se dedican respectivamente al: pelo, la frente, las orejas, los ojos, la nariz, la mejilla, los labios, la boca, el cuello, los hombros, los brazos, las manos, los pechos, la cintura, las caderas, el vientre, la espalda, El vello púbico, los genitales, las nalgas, piernas y los pies.

## Estilo
El libro es narrado con un estilo propio de ensayo y de corte científico, pero sin usar un lenguaje propios de estos. Usa un lenguaje sencillo, claro y en muchos casos informal, para poder transmitir las ideas manifiestas.
Desmond Morris usa esta forma de escribir para lograr llegar al lector sencillo sin grandes conocimientos científicos, e influir con material de conocimiento en estos. El crítico de literatura Francisco García Olmedo dice de Morris:

"...Nieto del naturalista victoriano William Morris e hijo de Harry Morris, autor de literatura infantil, ha multiplicado esa doble herencia hasta hilar un insólito y extenso repertorio que va de la pintura surrealista y la zoología académica a la comunicación de masas y el libro popular..."
Francisco García Olmedio, Crítica del Libro La Mujer Desnuda

Uno de los elementos más destacados del libro además de la sencillez del lenguaje es la visión del cambio evolutivo que el autor realiza, señalando constantemente "la superioridad evolutiva de la mujer" respecto al cuerpo masculino.[cita requerida]